# マシュー・クラドック
マシュー・クラドック（英: Matthew Cradock、綴りは Craddock や Craddocke もある、1641年5月27日死去）は、ロンドンの商人、政治家であり、マサチューセッツ湾会社初代総督を務めた。1628年に設立されたマサチューセッツ湾会社は、マサチューセッツ湾植民地を編成し設立したピューリタン実業家の組織だった。クラドックは植民地を訪れたことが無かったが、そこでの土地と事業を所有し、ロンドンでその利益のために行動した。その事業と交易帝国は少なくとも18隻の船舶を所有し、西インド諸島と北アメリカからヨーロッパ、近東にまで及んだ。タバコの交易を支配した人物だった。
クラドックはイングランド内戦に繋がる時代に議会派を強く支持した。東インド会社における王党派の保守主義に反対し、長期議会の議員として、イングランド国教会を急進的に改革しようとする「徹底請願」を支持した。1641年抗議では指導的な役割をはたし、それから間もなく死んだ。

## 初期の経歴と事業

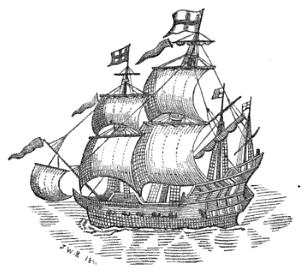
クラドックの事業にはこの絵のような貿易用船舶を所有することも含まれていた。絵は16世紀末のレッドドラゴン号

マシュー・クラドックの前半生については何一つ知られていない。スタッフォードシャーの家系の出身であり、やはりマシュー・クラドックという名の従兄がスタッフォードの市長を務め、スタッフォードシャーのケイバーズウォール城の場所に邸宅を建築した。クラドックの父は聖職者だったが、祖父は商人であり、一族の他の者達も貿易に関わっていた。クラドックは2回結婚した。最初の妻ダマリスとの間にはやはりダマリスと名付けた娘ができた。2番目の妻レベッカとの間には3人の子供が出来たが、成人しなかった。レベッカはクラドックより長く生きたが、クラドックの遺言には子供のことが言及されていない。
1606年、当時ロンドンの大きな商船会社だったスキナーズ・カンパニーでウィリアム・コケインの下に徒弟となった。おそらく北西ヨーロッパで貿易を始めたが、その後近東まで事業を拡大した。1627年にはレバント・カンパニーに加わり、1628年には東インド会社の株式2,000ポンド分を購入した。1629年から1630年には東インド会社の支配人を務め、1634年から死亡した1641年にも務めた。クラドックはその事業と個人的な繋がりを使い、魅力ある貿易、すなわち新世界のタバコを近東に運び、食料をタバコの産地である北アメリカと西インド諸島の植民地に送ることを進めた。1627年から1640年に18隻の船舶の所有者あるいは共同所有者であると知られ、東方貿易（インドとレバント）とヨーロッパ海域での貿易双方におよぶ交易業者としては比較的数少ない者の一人だった。1630年代末までに、アメリカ大陸に関わる最大級の貿易事業の中心に居た。1640年、クラドックは東インド会社の保守的王党派の指導に反対した事業家集団の一員であり、会社の経営を改革しようとしたがうまく行かなかった。

## マサチューセッツ湾会社
ロンドン商人の北アメリカに植民地を設立し管理することに関する関心は、1624年にロンドン会社が失敗し、その後バージニア植民地が王室直轄植民地に転換されたことで萎んでいた。クラドックはその顕著な例外だった。クラドックはピューリタンであり、失敗したドーチェスター・カンパニーの資産を引き継いで、北アメリカの植民地化に新しい事業を興すために、ピューリタンの宗教と事業の指導者集団が結成したニューイングランド・カンパニーに、1628年に大きな投資を行った。クラドックは1628年5月13日に会社の初代総督に選ばれた。それから間もなく、この会社はニューイングランドのためのプリマス委員会からマサチューセッツ湾沿いの土地の権利を獲得し、ジョン・エンデコットに少数の開拓者を付けて派遣し、現在セイラムと呼ばれる地に植民地を建設する過程を開始した。

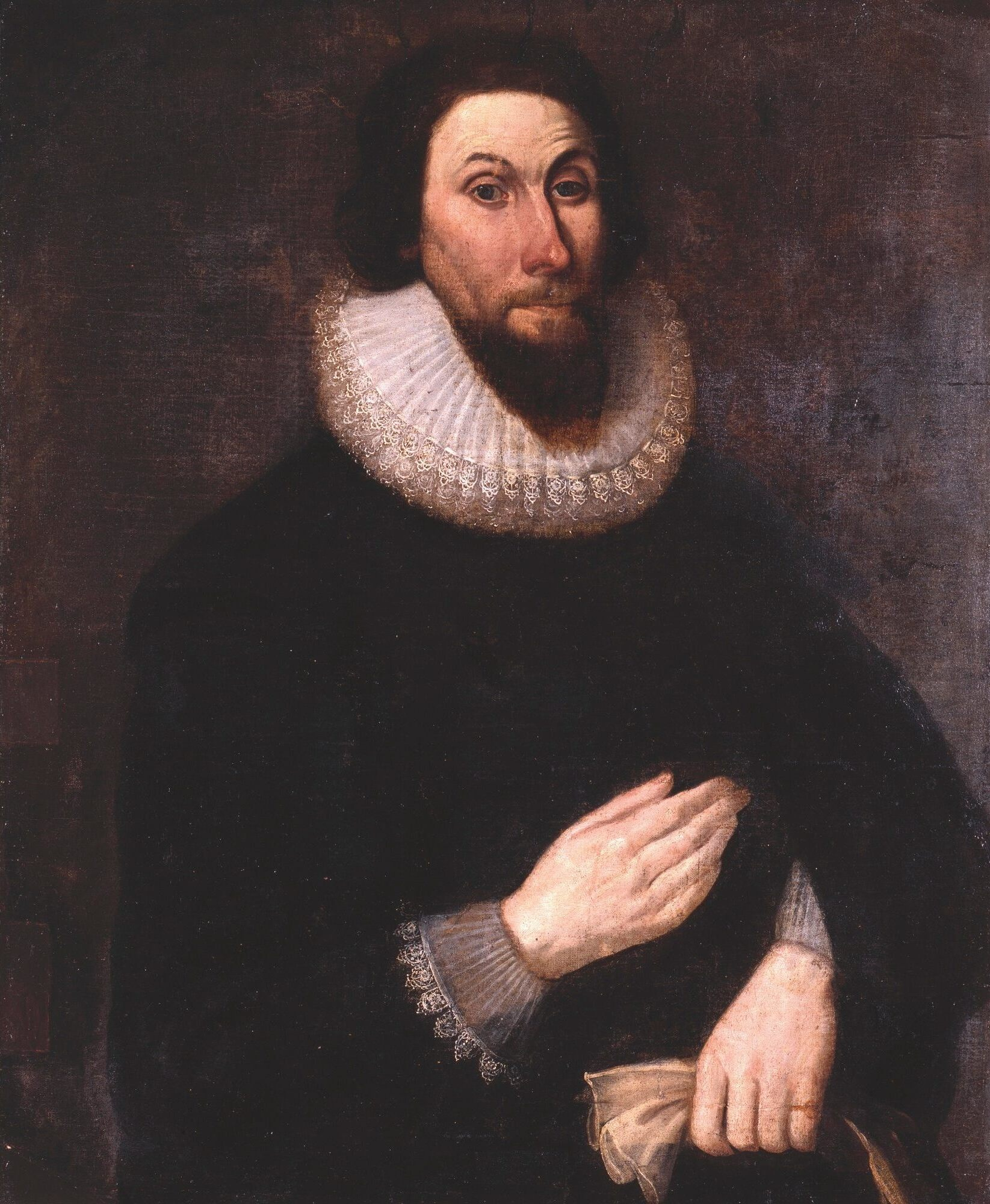
ジョン・ウィンスロップ、マサチューセッツ湾会社総督としてクラドックの後継者

会社の土地は問題が無いわけではなかった。そこは以前にジョン・オールダムが取得していた土地の権利範囲と重複していた。1629年初期、クラドックはエンデコットに手紙を書き、この問題について警告し、権利を主張した地域に開拓者を植民し、オールド・プランターズ（失敗したドーチェスター・カンパニーの開拓地に残っていた開拓者）とうまくやっていくように指示した。クラドックはまた開拓者が造船など利益を上げられる活動を行うことも推薦した。1629年後半、あらたな小さな戦隊が植民地に向かった。乗って行ったのはピューリタン開拓者に加えて、クラドックの事業に関わっていたあらゆる種類の熟練した技能者達だった。
会社はその権利を守るために1629年に王室勅許を取得し、その下でクラドックがロンドン在の植民地総督に指名され、植民地ではエンデコットが統治した。同年、国王チャールズ1世がスコットランドとの戦争を望んだことによる政府の財政不安によって、会社の投資家達はその投資が危険になることを恐れるようになった。クラドックは1629年7月の株主会議で、会社はその統制力を植民地自体に渡すことを提案した。会社の認可では株主会議をどこで開催するか規定していなかった故に可能になることだった。しかし、投資家の中には植民地に移住することを望まない者がおり、そのような投資家の持ち分を買い取る手段を工夫する必要が生じた。夏の間続いた交渉の後で、1629年8月29日に合意に至った。それによると移住する株主が7年後に、イングランドに留まっている株主の株を買い取ることを求めていた。イングランドに留まる者は毛皮貿易など植民地の事業活動の幾つかの利益を受け取ることもできるとされた。移住する株主の一人であるジョン・ウィンスロップが、10月に会社の総督に選出された。
ウィンスロップは1630年にマサチューセッツに渡った。開拓者を運んだ船隊の中にはクラドックの船も2隻含まれ、その利益を監視するためにクラドックの代理人と従僕も渡った。ワイト島で移民を送り出したクラドックは、イングランドに留まった。クラドックの代理人がメドフォードにプランテーションを確保し、植民地では初の造船所などクラドックが出資した事業の基地になった。植民地が発展すると、クラドックの所有地が拡大し、イプスウィッチやマーブルヘッドの土地も含むようになった。
クラドックは植民地に行くことは無かったが、ロンドンでそのための操作を継続した。1629年、移住に応じるピューリタン牧師を募集するために動いた。開拓者は食料不足とインディアンからの脅威のために酷い苦境にあると主張し、国王の枢密院から植民地宛てに自由に食料を輸出する許可を求めた。クラドックとウィンスロップ総督は手紙を交換した。1636年にクラドックが書いた手紙では、現在ハーバード大学と呼ばれる高等教育機関の設立に50ポンドの出資を約束していた。
1633年、マサチューセッツ湾植民地支配者による行動が枢密院で問題にされた。ピューリタンに対抗する者達が、植民地の管理者は国王とイングランドの法からの独立を求めていると告発してきた。クラドックなど会社の代表者が枢密院に呼び出され、告発への弁解を求められた。彼らは開拓者の行動をうまく弁護したが、1633年2月、ピューリタンの敵対者は船一杯の開拓者を出港できないよう拘束することに成功し、植民地の勅許を検査のために枢密院に提出させることとした。クラドックがそれを提出するよう求められた。クラドックは勅許が植民地にあることを枢密院に伝え、勅許を届けさせることを約束して船を出港できるようにした。ボストンの植民地委員会は勅許が取り消されることを恐れ、それを送らないことを望んでぐずぐずしており、1634年7月の会議では植民地議会の票決によって勅許を送るかを決めると主張した。議会は9月まで開催予定が無かったので、9月になってやっと問題が取り上げられた。議会はこの問題を検討することを拒否し、この問題に関する軍事的対立を予測してボストン港の要塞化を始めた。1634年、植民地に軍隊を運ぶことを意図した船の出港は成功せず、植民地に対する軍事的脅威は去った。しかし政治的脅威は続いており、植民地の土地特許の発行者であるニューイングランドのプリマス委員会の勅許が取り消された。さらに、1635年にはクラドックとマサチューセッツ湾植民地の関係者に対して、刑事告発がなされ、しかもその中にはでっち上げのものもあった。クラドックはそれら告発のほとんどに対して無罪となったが、権利侵害について有罪となり、会社のために行動する権限を取り上げられた。

## 政治

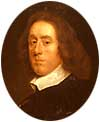
ヘンリー・ベイン・ザ・ヤンガー

1640年、クラドックはシティー・オブ・ロンドン自治体の監査役になった。1640年4月、クラドックはロンドン市の代表として短期議会下院議員に選ばれ、同年11月には長期議会の議員に再度選ばれた。ブラドックとその他ロンドンの議員は政治的にヘンリー・ベイン・ザ・ヤンガー卿の率いる議会派に与するものであり、イングランド国教会を急進的に改革しようとする「徹底請願」を支持した。長期議会の開会期に、国王がロンドン塔を要塞化しようとしている計画を非難し、守備隊がいなくなるまで市は税の割り当てを提出しないと宣言した。1641年5月初旬、クラドックは、国王がロンドン塔を占領するために武装兵を送る作戦であると報告する伝言を議会に送った。この報せで1641年の抗議が始まり、その中でクラドックが主導的な役割を果たした。クラドックは議会で活動的であり続け、不従順のための委員会委員を務めたが、1641年5月27日、全く突然に死んだ。

## 関連図書
- Giddings, Edward Jonathan (1890). American Christian Rulers, Or, Religion and Men of Government. New York: Bromfield. OCLC 5929456
- Vowell, Sarah (2008). The Wordy Shipmates. New York: Riverhead Books. ISBN 978-1-59448-999-0. OCLC 495018738